# Porazdeljeni napadi za zavrnitve storitev na Romunijo (2022)
Od 29. aprila 2022 ob 04:05 EEST do 1. maja je bila izvedena vrsta porazdeljenih napadov za zavrnitev storitve DDoS na več romunskih vladnih, vojaških, bančnih in medijskih spletnih mest. Za napadi je stala prokremeljska hekerska skupina Killnet, ki se je k napadom zatekla kot odgovor na izjavo Florina Cîțuja, takratnega predsednika senata Romunije, da bo Romunija Ukrajini zagotovila vojaško pomoč. Ruska federacija, ki je napadla slednjo, se je javno izrekla proti Zahodni vojaški podpori Ukrajini in izjavila, da bodo tovrstna dejanja povzročila »bliskovite povračilne udarce.«

## Ozadje
26. aprila 2022 so predsednik poslanske zbornice Romunije Marcel Ciolacu, predsednik vlade Nicolae Ciucă in minister za zunanje zadeve Bogdan Aurescu obiskali Kijev, da bi se srečali z ukrajinskim predsednikom Volodimirjem Zelenskim, ukrajinskim premierjem Denisom Šmihalom in predsednikom vrhovne rade Ruslanom Stefančukom. Romunija je na srečanju znova potrdila svojo podporo Ukrajini in njenim evropskim integracijskim težnjam ter se zavezala k dejavnemu sodelovanju pri obnovi države.
Srečanje je bilo načrtovano že za 13. april, pri čemer sta romunsko delegacijo sprva sestavljala predsednik senata Florin Cîțu in predsednik poslanske zbornice Marcel Ciolacu, ki sta 27. aprila obiskala Kijev na povabilo Stefančuka. Premier Ciucă je odsotnost Cîțuja upravičil z dejstvom, da sta bila načrtovana dva ločena državna obiska zaradi pogojev varnostnih ukrepov, uvedenih v Kijevu zaradi ruske invazije na Ukrajino leta 2022. Kljub temu je Florin Cîțu 27. aprila 2022 sam obiskal Kijev, nato pa je izjavil, da bi morala Romunija narediti več za Ukrajino in jo podpreti z vojaško opremo.
Rusija je Zahodno vojaško podporo Ukrajini označila za »grožnjo evropski varnosti«. Ruski predsednik Vladimir Putin je izjavil, da »če se nekdo namerava v dogajanje [rusko invazijo na Ukrajino] vmešati od zunaj in ustvariti strateške grožnje Rusiji, ki so za nas nesprejemljive, mora vedeti, da bodo naši povračilni napadi bliskoviti.«

## Kibernetski napadi
29. aprila 2022 ob 04:05 EEST so bile spletne strani Ministrstva za nacionalno obrambo (MApN), Romunske mejne policije, Romunske vlade in CFR Călători onemogočene z napadom DDoS. Po navedbah MApN kibernetski napad ni ogrozil delovanja njihove spletne strani, je pa uporabnikom začasno onemogočil dostopanje do spletne strani. Vlada je navedla, da strokovnjaki za informatiko v strukturah na vladni ravni sodelujejo s strokovnjaki iz specializiranih institucij za ponovno vzpostavitev dostopa in odkrivanje vzrokov. Medtem je CFR Călători izdal alternativne načine digitalnega nakupa vozovnic za vlake.
Romunska obveščevalna služba (SRI) je izjavila, da so hekerji  uporabili omrežno opremo izven Romunije. Prokremeljska hekerska skupina Killnet je odgovornost za napade prevzela prek Telegrama in navedla, da je "predsednik romunskega senata Marcel Ciolacu izdal izjavo, v kateri je ukrajinskim oblastem obljubil "največjo pomoč" pri dobavi smrtonosnega orožja Kijevu". Razkrili so tudi seznam spletnih strani, ki jih je  napadom DDoS prizadejal, med njimi je bila navedena tudi spletna stran romunskega oddelka OTP Bank. O primeru je bila obveščena Uprava za preiskovanje organiziranega kriminala in terorizma (DIICOT), ki je vzpostavila dostop do spletnih strani.
Ob 19:30 EEST je bil sprožen še en napad DDoS, tokrat na spletno stran socialdemokratske stranke (PSD), ki jo vodi Ciolacu, in jo onesposobili na podoben način. Stranka je hitro ukrepala in v 15 minutah obnovila dostop do spletne strani.
Romunski nacionalni direktorat za kibernetsko varnost (DNSC) je kot povračilo na svoji uradni spletni strani objavil seznam 266 vpletenih IP naslovov. 30. aprila, približno ob 2:30 EEST, je bilo tudi to spletno mesto onesposobljeno z nadaljnjim napadom DDoS, ki ga je izvedla prokremeljska hekerska skupina, pri čemer je bil dostop obnovljen do 8:30 EEST. Kasneje istega dne je nov napad DDoS uničil spletno stran romunske policije.
Prokremeljska hekerska skupina je grozila, da bo na podoben način sesula še 300 romunskih spletnih strani, vključno s spletnimi stranmi trgovin, vojske, vlade, množičnih medijev, bank, bolnišnic, izobraževalnih ustanov, političnih strank itd. Na seznamu so bila vključena tudi nekatera moldavska spletna mesta.
1. maja 2022 je Killnet sesul spletna mesta sedmih romunskih letališč (vključno s tistimi v Bukarešti, Cluj-Napoci itd.), pa tudi letalske družbe TAROM in več spletnih mest novičarskih medijev, vključno z Digi24.
Romun, ki prebiva v Združenem kraljestvu, je bil osumljen pomoči Killnetu pri uničevanju romunskih spletnih mest s prevajanjem vsebin iz romunščine v ruščino. Zanj je bil odrejen pripor. V maščevanju je Killnet zagrozil, da bo "uničil Romunijo, Združeno kraljestvo in Moldavijo", če ne bodo izpuščeni v 48 urah.

## Odzivi javnosti
Romunski obrambni minister Vasile Dîncu je kibernetske napade opisal kot »simbolične napade«. Predsednik poslanske zbornice Romunije Marcel Ciolacu je njegovo poimenovanje za »predsednika senata« s strani Killneta označil za napako (saj je bil predsednik senata Florin Cîțu), in izjavil, da »če bo potrebno, bo Romunija pripravljena pravno in moralno sprejeti ta korak [oskrbe Ukrajine z vojaško opremo]. V tem trenutku [v času prvih napadov] odločitev še ni bila podana.« Medtem je romunska hekerska skupina Anonymous Romania izjavila, da je sprožila protinapad na rusko vladno spletno stran.
Odzval se je tudi predsednik senata Florin Cîțu: »Prvič, ne vem, kakšni hekerji so tisti, ki ne vedo, kdo je predsednik senata ali predsednik poslanske zbornice [. . . ]. Drugič, če pogledamo [Killnetovo] izjavo, je bizarno imeti sliko predsednika poslanske zbornice, imeti pravilno ime, a se zmotiti v njegovem položaju [. . . ]. Enostavno iskanje po Wikipediji in bi izvedeli, kdo je predsednik senata.«